# Lex mercatoria

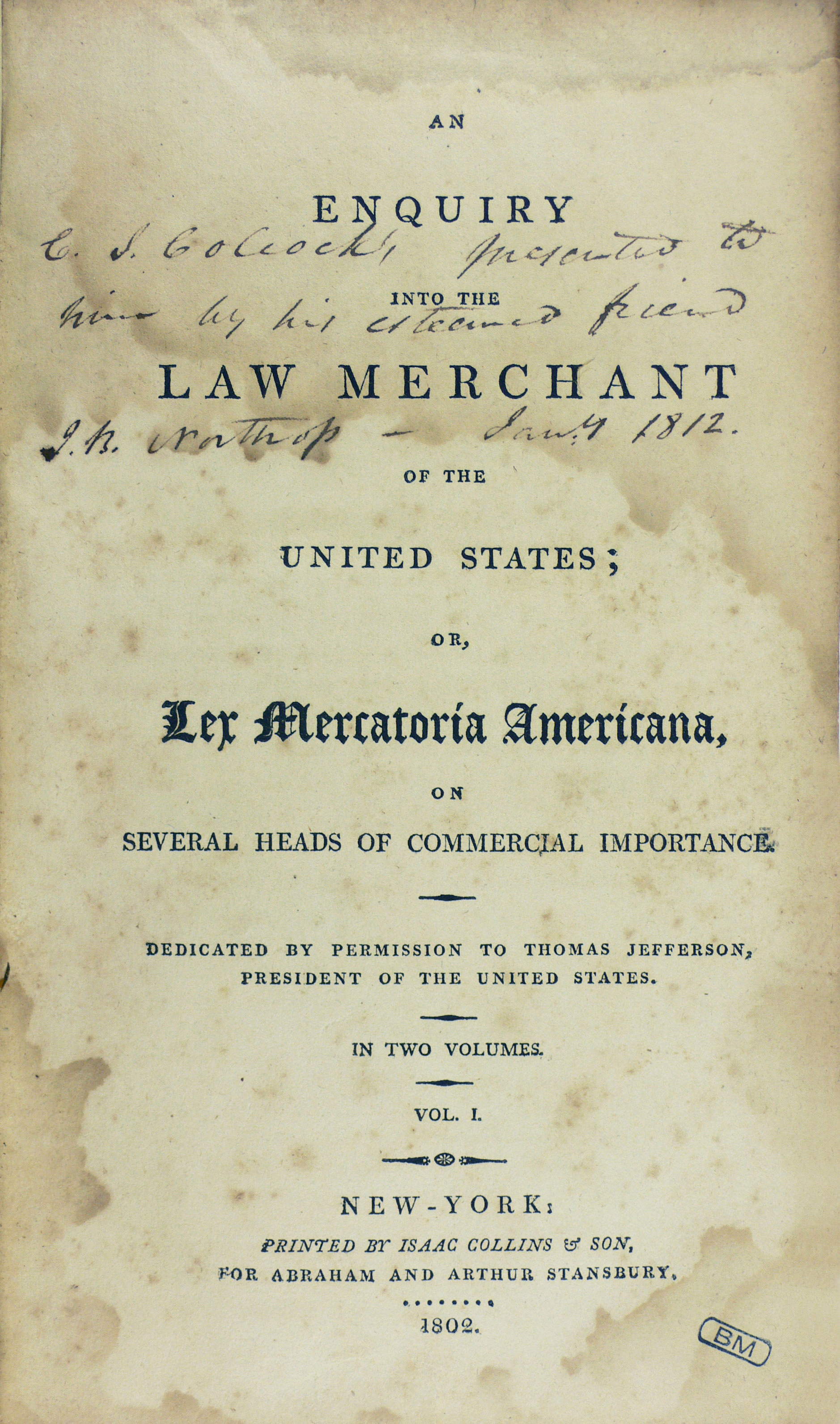
Caines - Lex mercatoria americana, (1802)

A Lex mercatoria foi um sistema jurídico desenvolvido pelos comerciantes da Europa medieval e que se aplicou aos comerciantes e marinheiros de todos os países do mundo até o século XVII. Não era imposta por uma autoridade central, mas evoluiu a partir do uso e do costume, à medida que os próprios mercadores criavam princípios e regras para regular suas transações. Este conjunto de regras era comum aos comerciantes europeus, com algumas diferenças locais.
O direito comercial internacional moderno deve alguns de seus princípios fundamentais à Lex mercatoria desenvolvida na Idade Média, como a escolha de instituições e procedimentos arbitrais, de árbitros e da lei aplicável a cada caso. O seu objetivo era o de refletir os usos e costumes, além da boa prática entre as partes.
Muitos dos princípios e regras da Lex mercatoria foram incorporados aos códigos comerciais e civis a partir do início do século XIX. Em 1919, foi criada na França a Câmara de Comércio Internacional, cujo objetivo principal era a revitalização da denominada Nova Lex Mercatoria, uma vez que os negociantes da época se encontravam insatisfeitos com a falta de adequação das leis nacionais em face do comércio internacional.

## Conceito
Lex mercatoria (do latim para "lei mercantil"), muitas vezes referida como "a lei do mercador", em inglês, é o corpo de direito comercial usado por comerciantes em toda a Europa durante o período medieval. Ele evoluiu de forma semelhante ao direito comum inglês como um sistema de costumes e melhores práticas, que foi aplicado por meio de um sistema de tribunais mercantes ao longo das principais rotas comerciais. Desenvolveu-se como um corpo de lei integrado que foi voluntariamente produzido, incorporado e aplicado de forma livre, aliviando o atrito decorrente das diversas origens e tradições locais dos participantes. Devido ao contexto internacional, a lei estatal local nem sempre era aplicável e a lei comercial forneceu uma estrutura nivelada para realizar transações, reduzindo a preliminar de uma segunda parte confiável. Enfatizou a liberdade contratual e a inalienabilidade da propriedade, evitando tecnicismos legais e decidindo casos através do princípio "ex aequo et bono" - conforme o correto e válido. Com lex mercatoria, comerciantes profissionais revitalizaram as atividades comerciais quase inexistentes na Europa, que haviam despencado após a queda do Império Romano.
Nos últimos anos, novas teorias mudaram o entendimento desse corpo normativo medieval considerando-o como uma proposta de reforma legal ou um documento de uso instrucional. Essas teorias consideram que o corpo normativo da lex mercatoria não pode ser descrito como um corpo de leis aplicáveis em seu tempo, mas o desejo de um jurista de aprimorar e facilitar o litígio entre comerciantes. O texto é composto por 21 secções e um anexo. As seções descreviam questões processuais, como a presença de testemunhas e a relação entre esse corpo de leis e o direito comum. Tem sido considerado falso defini-lo como um sistema exclusivamente baseado no costume, quando há estruturas e elementos do ordenamento jurídico existente, como portarias e até mesmo conceitos próprios do procedimento romano-canônico. Outros estudiosos o caracterizaram como um mito e uma construção do século XVII.

## Desenvolvimento
Encontramos referência a lex mercatoria já em 1473 "'o rei tem jurisdição sobre eles [mercadores] para apoiá-los e corrigi-los, etc., mas isso será 'de acordo com as leis da natureza' (secundum legem naturae) que é chamado por algum 'comerciante da lei', que é a lei universal para todos (tout le monde)".
Os tribunais ingleses aplicavam os costumes mercantes apenas se fossem de natureza "certa", "consistentes com a lei" e "existentes desde tempos imemoriais". Os juízes ingleses também exigiam que os costumes mercantes fossem comprovados perante o tribunal. Mas já em 1608, o presidente da Suprema Corte Edward Coke descreveu a lex mercatoria como "uma parte da lei comum" (common law), e William Blackstone mais tarde concordaria. A tradição continuou especialmente sob Lord Mansfield, que se diz ser o pai do direito comercial inglês. Os preceitos da lex mercatoria também foram mantidos vivos por meio da equidade e dos tribunais do almirantado em assuntos marítimos. Nos Estados Unidos, as tradições da lex mercatoria prevaleceram nos princípios gerais e doutrinas da jurisprudência comercial.

Sir John Holt (Chefe de Justiça 1689 a 1710) e Lord Mansfield (Chefe de Justiça, 1756 a 1788) foram os principais proponentes da incorporação da lex mercatoria na lei comum. Holt não completou a tarefa, possivelmente por seu próprio conservadorismo, tal como no caso Clerke v Martin. Lorde Mansfield ficou conhecido como o 'fundador do direito comercial deste país' (Grã-Bretanha). Enquanto estava em Guildhall, Lord Mansfield criou: 
um corpo de direito comercial substantivo, lógico, justo, de caráter moderno e ao mesmo tempo em harmonia com os princípios do direito comum. Foi devido ao gênio de Lord Mansfield que a harmonização do costume comercial e do direito comum (commom law) foi realizada com uma compreensão quase completa das exigências da comunidade comercial e dos princípios fundamentais do antigo direito e que essa união de idéias se mostrou aceitável tanto comerciantes como para advogados.
- Esse foi um grande avanço na legislação comercial foi o Estatuto dos Comerciantes da Inglaterra de 1285, também conhecido como "Estatuto de Acton".[8]

## Direito Comercial Internacional e Arbitragem
Os preceitos da Lex mercatoria foram reafirmados na nova lei mercantil internacional. A nova lei comercial é fundamentada na prática comercial direcionada à eficiência e privacidade do mercado. A resolução de disputas também evoluiu, e métodos funcionais como a arbitragem comercial internacional estão agora disponíveis. Esses desenvolvimentos também atraíram o interesse da sociologia empírica do direito.

## Direito comercial presente e futuro
Lex mercatoria às vezes é usado em disputas internacionais entre entidades comerciais. Na maioria das vezes, essas disputas são decididas por árbitros que às vezes têm permissão (explicitamente ou implícita) para aplicar os princípios da lex mercatoria.